# Geoffroi de Vannes
Geoffroi de Vannes  (mort en 1177 ou en 1182) est évêque de Vannes dans le dernier quart du XIIe siècle.

## Contexte
Geoffroi est élu en 1177 par le chapitre de chanoines de Vannes comme successeur à l'évêque Rouaud. Selon la chronique de Rhuys suivie par Dom Morice : « MCLXXVII obitus Gauffredi Venentensis episcopi », il serait mort la même année « MCLXXVII » (1177) et le siège serait donc demeuré vacant cinq années jusqu'à l'ordination de Guéthénoc en 1182. Joseph-Marie Le Mené avance toutefois l'hypothèse qu'une erreur de lecture s'est glissée lors de la recopie du texte de la date entre un X et un V et qu'il est préférable de lire « MCLXXXII » (1182).

## Source
- (la) Jean-Barthélemy Hauréau, Gallia Christiana, vol. XIV Provincia Turonensi, Paris, Firmin-Didot, 1856, p. 925 Ecclesia Venentesis XXXII Geoffridus.